# Гридин, Анатолий Васильевич
Анатолий Васильевич Гридин (20 октября 1929, Новосибирск — 18 октября 2024) — советский и российский актёр театра и кино, артист балета, педагог. Заслуженный артист РСФСР (1981).

## Биография
Родился 20 октября 1929 года в Новосибирске.
Поступив на учёбу в хореографическую студию при Новосибирском театре оперы и балета, с 1944 года по 1947 год обучался у педагога Д. К. Кирсанова. С 1945 года по 1950 год Гридин служил в Новосибирском театре. В 1952 году мужчина окончил Ленинградское хореографическое училище, в котором педагогами были Б. В. Шавров, А. А. Писарев, Ю. Дружинин и М. М. Михайлов. В 1969 году окончил Ленинградский институт культуры им. Н. К. Крупской (факультет театра режиссуры), где педагогами были Е. В. Честнокова и Л. В. Шостак. С 1952 года по 1982 год появился в труппе Театра им. Кирова. С 1965 года по 1974 — педагог Ленинградского хореографического училища. Являлся мастером пластической пантомимы. С 1970 года по 1972 год был репетитором ансамбля «Хореографические миниатюры». С 1982 года по 1983 год — педагог хореографического училища в Лейпциге. С 1975 года по 1977 год становился балетмейстером-репетитором «Театра Вельки» (Большой театр) в Польше города Варшавы. С 1984 года по 1989 год — балетмейстер-репетитор театра им. Кирова. В 1987 году возобновил «Жизель» в Омском театре.
Анатолий Гридин известен, как первый исполнитель следующих партий: в балетах Ю. Григоровича —  Северьян  («Каменный цветок», 1957), Визирь («Легенда о любви», 1961), а также Л. Якобсона — «Тройка», «Сильнее смерти» («Хореографические миниатюры», 1958), К.М.Сергеева — Мако («Тропою грома», 1958), Виана Гомеса де Фонсеа — танго, сапатеадо, поло («Испанские миниатюры», 1967), О.М.Виноградова — Император («Зачарованный принц», 1972), Директор департамента («Ревизор», 1980).
Снялся в фильмах-балетах «Анюта» (1982), исполнив роль Его сиятельства, и «Женитьба Бальзаминова» (1989) в партии генерала, а также был одним из женихов в фильме-балете «Спящая красавица», где Фею сирени исполнила его жена — Ирена Леонидовна Баженова.
Скончался вечером 18 октября 2024 года на 95-м году жизни в России. Похоронен на Северном кладбище в Санкт-Петербурге.

## Фильмография
- 1982 — «Анюта» — Его сиятельство
- 1989 — «Женитьба Бальзаминова» — Генерал